# Thales Hawkei
Hawkei — легка броньована багатоцільова машина Австралійських сил оборони, розроблена французькою компанією Thales Group. Машина призначена для виконання різноманітних місій, таких як перевезення військ, командування та управління, розвідка, радіоелектронна боротьба тощо.

## Історія
У 2010 році, в рамках ширшого проєкту із заміни парку транспортних засобів оперативної підтримки, Австралійські сили оборони оголосили проєкт закупівлі 1300 одиниць спеціалізованих легких бронемашин для заміни частини машин Land Rover на озброєнні. Основні вимоги до нової техніки включали здатність добре пересуватися по бездоріжжю, інтегровану електронну систему, значне корисне навантаження та високий рівень захисту від мін і засідок, а також невелику вагу для можливості транспортування військовими гелікоптерами. Серед розглянутих пропозицій були Mowag Eagle IV від General Dynamics, Ocelot від Force Protection і Hawkei від Thales Australia.
У грудні 2011 року Міністерство оборони Австралії визнало Hawkei найкращим варіантом для подальшої розробки та випробувань. В жовтні 2015 прем'єр-міністр Малкольм Тернбулл і міністр оборони Меріс Пейн оголосили про закупівлю 1100 Hawkei — 635 одиниць 4-дверного варіанту і 465 одиниць 2-дверного . Обсяг замовлення склав близько 1,3 млрд австралійських доларів . Виготовлення машин здійснюється на заводі Thales у Бендіго. До числа основних підрядників також входять Boeing Australia, Plasan (Ізраїль) і PAC Group .
У 2015 році також було опубліковано, що Thales Polska разом із Hawkei бере участь у програмі закупівель Pegaz Міністерства оборони Польщі разом із конкурентами Eagle V від General Dynamics, AMPV від KMW і Rheinmetall та Aligator від Kerametal .

## Варіанти
Існують чотиридверний і дводверний варіанти Hawkei. 4-дверний варіант розрахований на екіпаж із чотирьох-шести осіб. Озброєння включає дистанційно керовану бойову станцію, яка може бути оснащена 12,7-мм кулеметом або 40-мм станковим гранатометом і ПТРК Javelin . 2-дверний варіант розрахований на екіпаж з 2-3 осіб і має бортову платформу розмірами 2 на 2,4 м, призначену для перевезення чотирьох стандартних піддонів або одного контейнера типу «tricon» .

## Оператори
- Австралія: станом на червень 2022 року на озброєнні австралійської армії знаходиться 233 Hawkei (всього замовлено 1100).

### Потенційні оператори
- Канада: у квітні 2020 року повідомлялося, що Hawkei пройшов випробування в холодну погоду в Канаді для потенційного контракту з канадською армією на заміну Mercedes G-Wagen і Chevrolet Silverado в ролі легких позашляховиків.
- Японія: 5 серпня 2022 року Сухопутні війська Японії повідомили, що розглядають можливість використання Hawkei, і що у разі укладення контракту ці машини може виробляти Mitsubishi Heavy Industries за ліцензією Thales.
- Польща: у листопаді 2017 року повідомлялося, що Польща розглядає використання Hawkei у модернізації збройних сил країни; передбачається початкова закупівля 50 автомобілів і до 700 у довгостроковій перспективі.